# Busan Motor Show

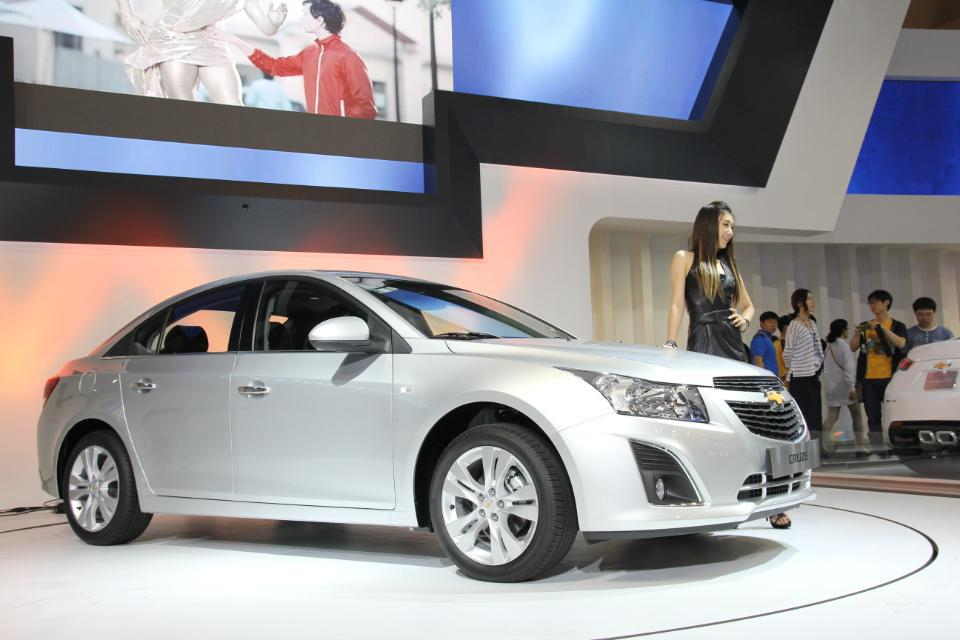
Une Chevrolet Cruze présentée au Busan Motor Show 2012.

Le Busan Motor Show est un salon automobile coréen qui a lieu tous les deux ans à Busan depuis 2001 (en années paires depuis 2006). 